# Grand Prix Stanów Zjednoczonych – Zachód 1979
Grand Prix Stanów Zjednoczonych – Zachód 1979 – czwarta runda Mistrzostw Świata Formuły 1 w sezonie 1979, która odbyła się 8 kwietnia 1979, po raz czwarty na torze Long Beach Street Circuit.
Było to 4. Grand Prix Stanów Zjednoczonych – Zachód zaliczane do Mistrzostw Świata Formuły 1.

## Wyniki

### Kwalifikacje
| Poz. | Nr | Kierowca              | Zespół             | Czas     | Strata |
| ---- | -- | --------------------- | ------------------ | -------- | ------ |
| 1    | 12 | Gilles Villeneuve     | Ferrari            | 1:18.825 | —      |
| 2    | 2  | Carlos Reutemann      | Lotus-Ford         | 1:18.886 | +0.06  |
| 3    | 11 | Jody Scheckter        | Ferrari            | 1:18.911 | +0.09  |
| 4    | 25 | Patrick Depailler     | Ligier-Ford        | 1:19.025 | +0.20  |
| 5    | 26 | Jacques Laffite       | Ligier-Ford        | 1:19.032 | +0.21  |
| 6    | 1  | Mario Andretti        | Lotus-Ford         | 1:19.454 | +0.63  |
| 7    | 4  | Jean-Pierre Jarier    | Tyrrell-Ford       | 1:19.580 | +0.75  |
| 8    | 20 | James Hunt            | Wolf-Ford          | 1:19.643 | +0.82  |
| 9    | 29 | Riccardo Patrese      | Arrows-Ford        | 1:19.727 | +0.90  |
| 10   | 27 | Alan Jones            | Williams-Ford      | 1:19.910 | +1.09  |
| 11   | 5  | Niki Lauda            | Brabham-Alfa Romeo | 1:20.041 | +1.22  |
| 12   | 6  | Nelson Piquet         | Brabham-Alfa Romeo | 1:20.456 | +1.63  |
| 13   | 30 | Jochen Mass           | Arrows-Ford        | 1:20.608 | +1.78  |
| 14   | 17 | Jan Lammers           | Shadow-Ford        | 1:20.740 | +1.92  |
| 15   | 28 | Clay Regazzoni        | Williams-Ford      | 1:20.768 | +1.94  |
| 16   | 14 | Emerson Fittipaldi    | Fittipaldi-Ford    | 1:21.033 | +2.21  |
| 17   | 3  | Didier Pironi         | Tyrrell-Ford       | 1:21.192 | +2.37  |
| 18   | 7  | John Watson           | McLaren-Ford       | 1:21.304 | +2.48  |
| 19   | 8  | Patrick Tambay        | McLaren-Ford       | 1:21.411 | +2.59  |
| 20   | 18 | Elio de Angelis       | Shadow-Ford        | 1:21.961 | +3.14  |
| 21   | 9  | Hans Joachim Stuck    | ATS-Ford           | 1:22.828 | +4.00  |
| 22   | 24 | Arturo Merzario       | Merzario-Ford      | 1:22.938 | +4.11  |
| 23   | 31 | Héctor Rebaque        | Lotus-Ford         | –        | —      |
| 24   | 22 | Derek Daly            | Ensign-Ford        | –        | —      |
| NWK  | 15 | Jean-Pierre Jabouille | Renault            | –        | —      |
| NWK  | 16 | René Arnoux           | Renault            | –        | —      |

- NWK – nie wystartował w kwalifikacjach, jednak został dopuszczony do wyścigu

### Wyścig
| Poz. | Nr | Kierowca              | Zespół             | Okr. | Czas/NU                        | Poz. s. | Punkty |
| ---- | -- | --------------------- | ------------------ | ---- | ------------------------------ | ------- | ------ |
| 1    | 12 | Gilles Villeneuve     | Ferrari            | 80   | 1:50:25.40                     | 1       | 9      |
| 2    | 11 | Jody Scheckter        | Ferrari            | 80   | +29.38 s.                      | 3       | 6      |
| 3    | 27 | Alan Jones            | Williams-Ford      | 80   | +59.69 s.                      | 10      | 4      |
| 4    | 1  | Mario Andretti        | Lotus-Ford         | 80   | +1:04.33                       | 6       | 3      |
| 5    | 25 | Patrick Depailler     | Ligier-Ford        | 80   | +1:23.52                       | 4       | 2      |
| 6    | 4  | Jean-Pierre Jarier    | Tyrrell-Ford       | 79   | +1 okr.                        | 7       | 1      |
| 7    | 18 | Elio de Angelis       | Shadow-Ford        | 78   | +2 okr.                        | 20      |        |
| 8    | 6  | Nelson Piquet         | Brabham-Alfa Romeo | 78   | +2 okr.                        | 12      |        |
| 9    | 30 | Jochen Mass           | Arrows-Ford        | 78   | +2 okr.                        | 13      |        |
| DSQ  | 3  | Didier Pironi         | Tyrrell-Ford       | 72   | †                              | 17      |        |
| NU   | 31 | Héctor Rebaque        | Lotus-Ford         | 71   | Wypadek                        | 23      |        |
| NU   | 22 | Derek Daly            | Ensign-Ford        | 69   | Wypadek                        | 24      |        |
| NU   | 7  | John Watson           | McLaren-Ford       | 62   | Wtrysk paliwa                  | 18      |        |
| DSQ  | 9  | Hans Joachim Stuck    | ATS-Ford           | 49   | †                              | 21      |        |
| NU   | 28 | Clay Regazzoni        | Williams-Ford      | 48   | Silnik                         | 15      |        |
| NU   | 17 | Jan Lammers           | Shadow-Ford        | 47   | Zawieszenie                    | 14      |        |
| NU   | 29 | Riccardo Patrese      | Arrows-Ford        | 40   | Hamulce                        | 9       |        |
| NU   | 2  | Carlos Reutemann      | Lotus-Ford         | 21   | Przekładnia                    | 2       |        |
| NU   | 14 | Emerson Fittipaldi    | Fittipaldi-Ford    | 19   | Przekładnia                    | 16      |        |
| NU   | 24 | Arturo Merzario       | Merzario-Ford      | 13   | Silnik                         | 22      |        |
| NU   | 26 | Jacques Laffite       | Ligier-Ford        | 8    | Hamulce                        | 5       |        |
| NU   | 20 | James Hunt            | Wolf-Ford          | 0    | Przekładnia                    | 8       |        |
| NU   | 5  | Niki Lauda            | Brabham-Alfa Romeo | 0    | Wypadek                        | 11      |        |
| NU   | 8  | Patrick Tambay        | McLaren-Ford       | 0    | Kolizja                        | 19      |        |
| NW   | 16 | René Arnoux           | Renault            |      | Wycofał się                    |         |        |
| NW   | 15 | Jean-Pierre Jabouille | Renault            |      | Wypadek na treningu, uraz ręki |         |        |

- DSQ – zdyskwalifikowany
- NU – nie ukończył wyścigu
- NW – zakwalifikował się do wyścigu, ale nie wystartował
- † – Kierowcy zostali zdyskwalifikowani za niedozwoloną pomoc osób trzecich po wypadnięciu z trasy

## Klasyfikacja po wyścigu

### Kierowcy
| Poz. | Nr | Kierowca           | Punkty |
| ---- | -- | ------------------ | ------ |
| 1    | 12 | Gilles Villeneuve  | 20     |
| 2    | 26 | Jacques Laffite    | 18     |
| 3    | 11 | Jody Scheckter     | 13     |
| 4    | 2  | Carlos Reutemann   | 12     |
| 5    | 25 | Patrick Depailler  | 11     |
| 6    | 1  | Mario Andretti     | 8      |
| 7    | 7  | Jean-Pierre Jarier | 5      |
| 8    | 7  | John Watson        | 4      |
| =    | 27 | Alan Jones         | 4      |
| 9    | 3  | Didier Pironi      | 3      |
| 10   | 14 | Emerson Fittipaldi | 1      |
| =    | 5  | Niki Lauda         | 1      |

### Zespoły
| Poz. | Zespół             | Punkty |
| ---- | ------------------ | ------ |
| 1    | Ferrari            | 33     |
| 2    | Ligier-Ford        | 29     |
| 3    | Lotus-Ford         | 20     |
| 4    | Tyrrell-Ford       | 8      |
| 5    | McLaren-Ford       | 4      |
| =    | Williams-Ford      | 4      |
| 6    | Fittipaldi-Ford    | 1      |
| =    | Brabham-Alfa Romeo | 1      |